# Nathan Marcus Adler

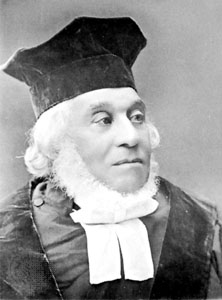
Nathan Marcus Adler

Nathan Marcus Adler (15. Januar 1803 in Hannover – 21. Januar 1890 in Brighton, Großbritannien) war ein deutsch-britischer Rabbiner und Oberrabbiner.

## Leben

### Herkunft und Familie
Nathan Adler war der Sohn des jüdischen Gelehrten Markus Adler (ab 1804 Verwalter des Landrabbinats in Hannover). Seine einzige Schwester war Henriette Budge, geb. Adler, die 1875 in Wetzlar starb. Sie war die Schwiegermutter des Rabbiners der Synagogengemeinde von Stettin, Abraham Treuenfels, und Ehefrau von Jakob Budge. Adlers Schwager, der in Wetzlar sesshafte Kaufmann Jakob Budge (1797–1873), war ein Onkel des deutsch-amerikanischen Kaufmanns und Wohltäters Henry Budge und war 1857 einer der wohlhabendsten Mitglieder der jüdischen Gemeinde in Wetzlar.

### Werdegang
Nach dem Schulbesuch studierte Nathan Adler ab 1826 in Würzburg Theologie und Philologie und promovierte 1828 an der Universität Erlangen. Einer seiner Lehrer an der Würzburger Jeschiwa war Abraham Bing. „Nach Würzburg strömte […] eine grosse Anzahl Schüler, um seinen gelehrten Worten zu lauschen. Zu den bedeutendsten gehörten der nachmalige Altonaer Ober-Rabbiner Jakob Ettlinger, der spätere Londoner chief rabbi Nathan [Marcus] Adler, der Hamburger Chacham Is.[aak] Bernays, R.[abbi] Elieser Bergmann und […] Seligmann Bär Bamberger.“

### Wirkungsstätte Oldenburg
Der erst 25-jährige Adler wird im Jahr 1828 zum herzoglichen Landrabbiner im Herzogtum Oldenburg ernannt. Seine Antrittsrede vom 6. Juni 1829 ist in der Zeitschrift Sulamith wiedergegeben. Schon im Februar 1830 kündigt er seinen Wechsel nach Hannover an, veröffentlicht aber in Oldenburg noch einen Entwurf für eine Schulordnung. Im Juni 1830 schlägt er der Regierung in Oldenburg Samson Raphael Hirsch zu seinem Nachfolger vor. Nach dieser kurzen Zeit in Oldenburg erfolgte seine Abschiedspredigt dort am 8. August 1830. Er übernahm danach das Landrabbinat Hannover von seinem Vater.

### Weitere Wirkungsstätten
Hier in Hannover war er – wie schon zuvor in Oldenburg – verantwortlich für die Reorganisation der jüdischen Gemeinden, so auch für die „Allgemeine Synagogen-Ordnung“ (1832) und für die Reform des jüdischen Schulwesens (inklusive Schulpflicht).
Nachdem sich Adler 1842 erfolglos als Rabbiner in Berlin beworben hatte, wurde er 1844 als Nachfolger von Solomon Hirschell zum Chief Rabbi des Britischen Reiches gewählt und zog nach London. Sein Nachfolger in Hannover wurde Samuel Ephraim Meyer.
In London gründete Adler 1845 das Jews’ College und war dort verantwortlich für die Vereinigung aller Londoner Synagogen zur „United Synagogue“ (1868). Sein Sohn Hermann Adler übernahm seine Nachfolge als Oberrabbiner des Commonwealth.

## Werke
Von Adler stammt u. a. der fünfbändige Kommentar zum „Targum Onkelos“, der in aramäische Sprache übertragenen Thora im Romm’schen Pentateuch (Wilna 1875, zahlr. Neuauflagen), sowie eine kritische Ausgabe mit Übersetzung und Kommentar der Reisebeschreibungen von Benjamin von Tudela.
- in Herausgeberschaft: The Itinerary of Benjamin of Tudela, London 1907, Nachdruck bei Feldheim, New York 1965, Text (in hebräischer Sprache), Übersetzung und Kommentar (in englischer Sprache)